# Goyave
Goyave is een gemeente in het Franse overzeese departement Guadeloupe op het eiland Basse-Terre, en telt 7.621 inwoners (2019). Het bevindt zich ongeveer 13 km ten zuidwesten van Pointe-à-Pitre.

## Overzicht
De rivier die bij Goyave in de zee uitmondt, stroomt door tropisch regenwoud waar zich veel guavebomen bevinden. De plaats en gemeente is vernoemd naar de guave. De parochie was in het eind van de 18e eeuw opgericht als Sainte Anne de la Petite Rivière. Er werden grote suikerrietplantages opgericht in het gebied, maar tijdens de Franse Revolutie (1798-1799) werden de plantages geconfisqueerd door de gemeente.
Ten zuiden van Goyave bevindt zich Plage Sainte-Claire, een zwartzandstrand en het enige strand van de gemeente. Het heeft rustig water en is geschikt voor kinderen.

## Îlet Fortune
Îlet Fortune is een eiland 2 km uit de kust in de monding van de Rose-rivier. Tijdens de kolonisatie werd door de inheemse bevolking gebruikt als schuilplaats. Het eiland is beschermd door een koraalrif en heeft rustig water.

## Galerij

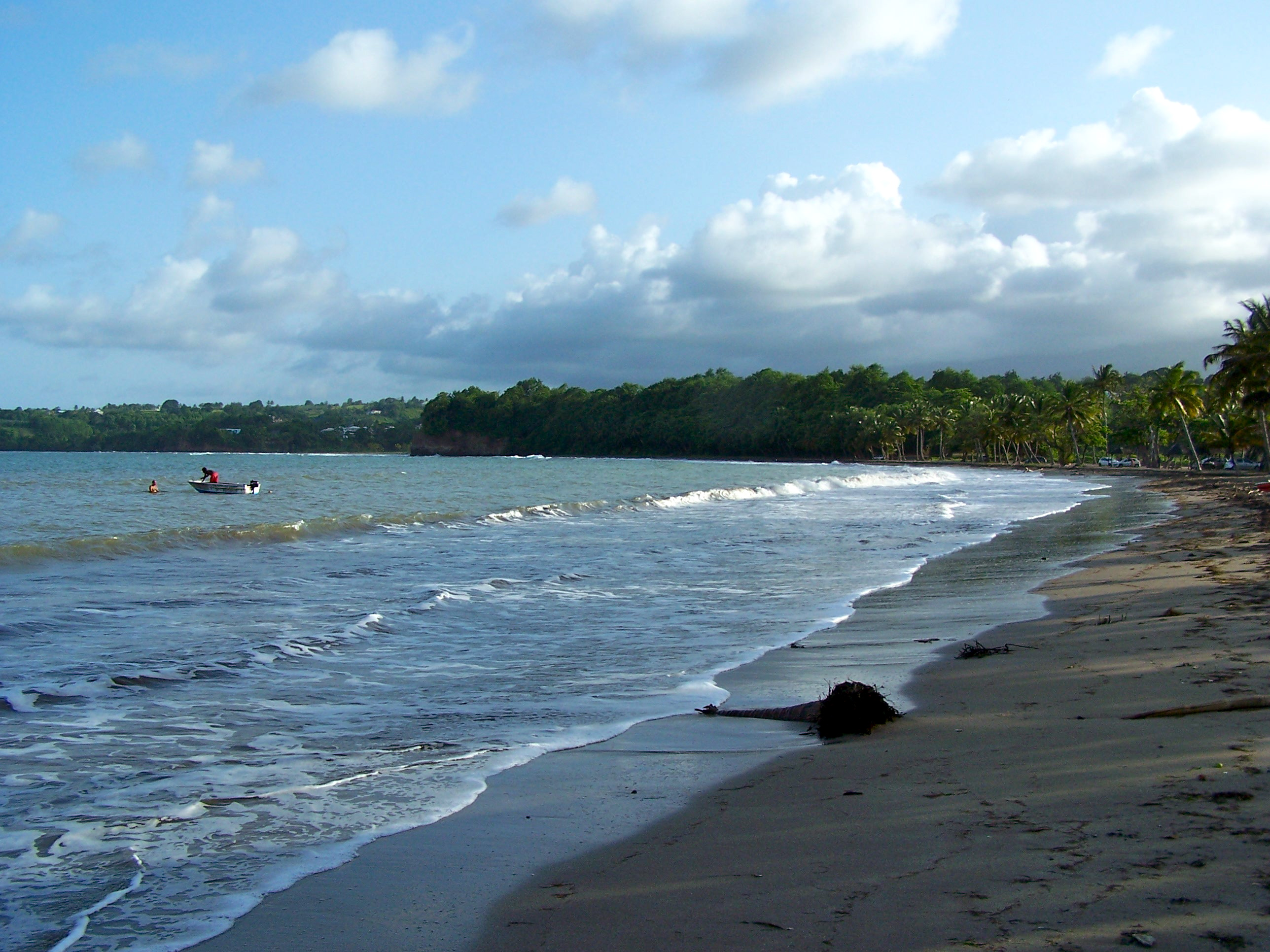
Plage Sainte-Claire
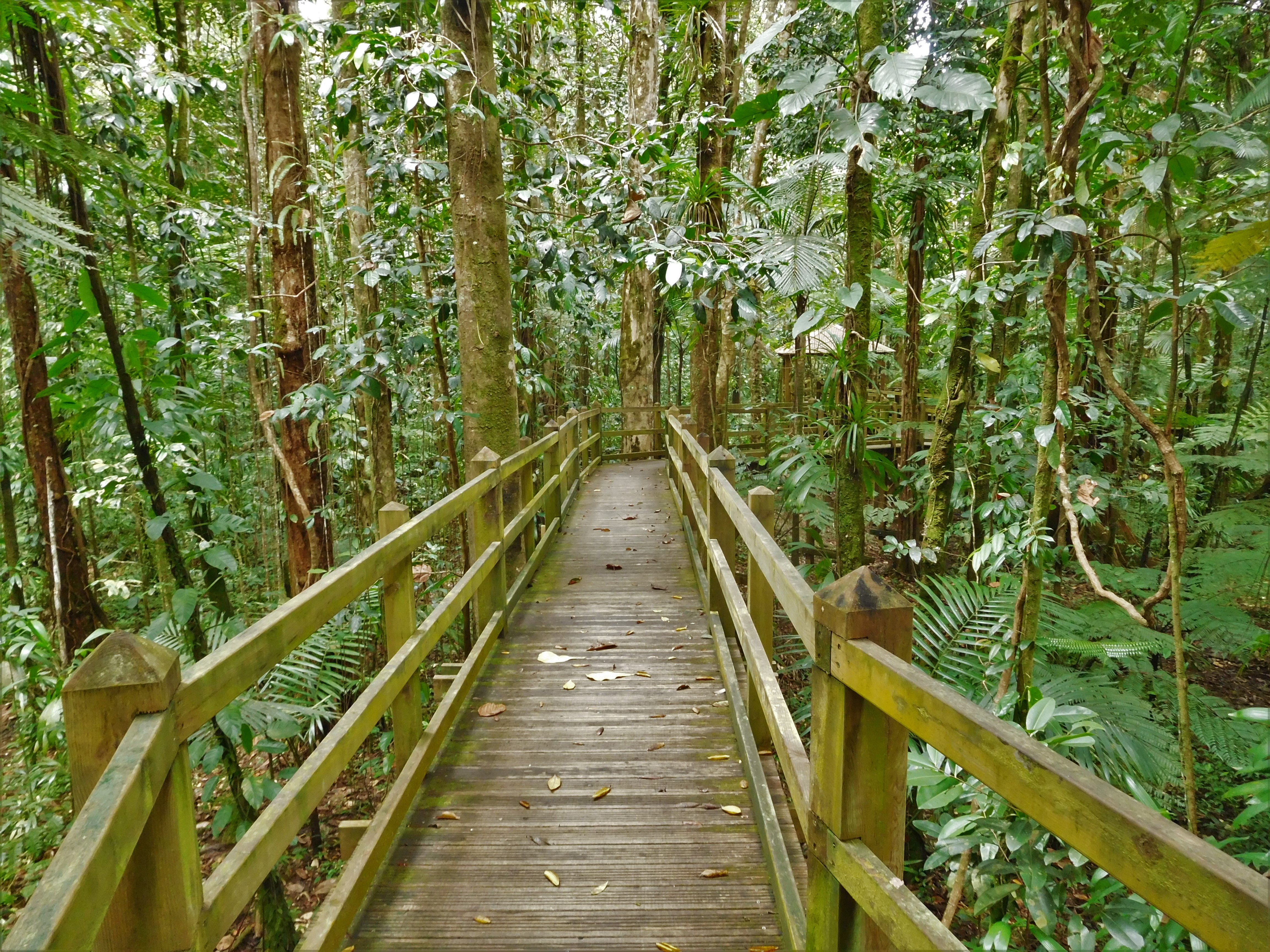
Pad door het bos van Douville
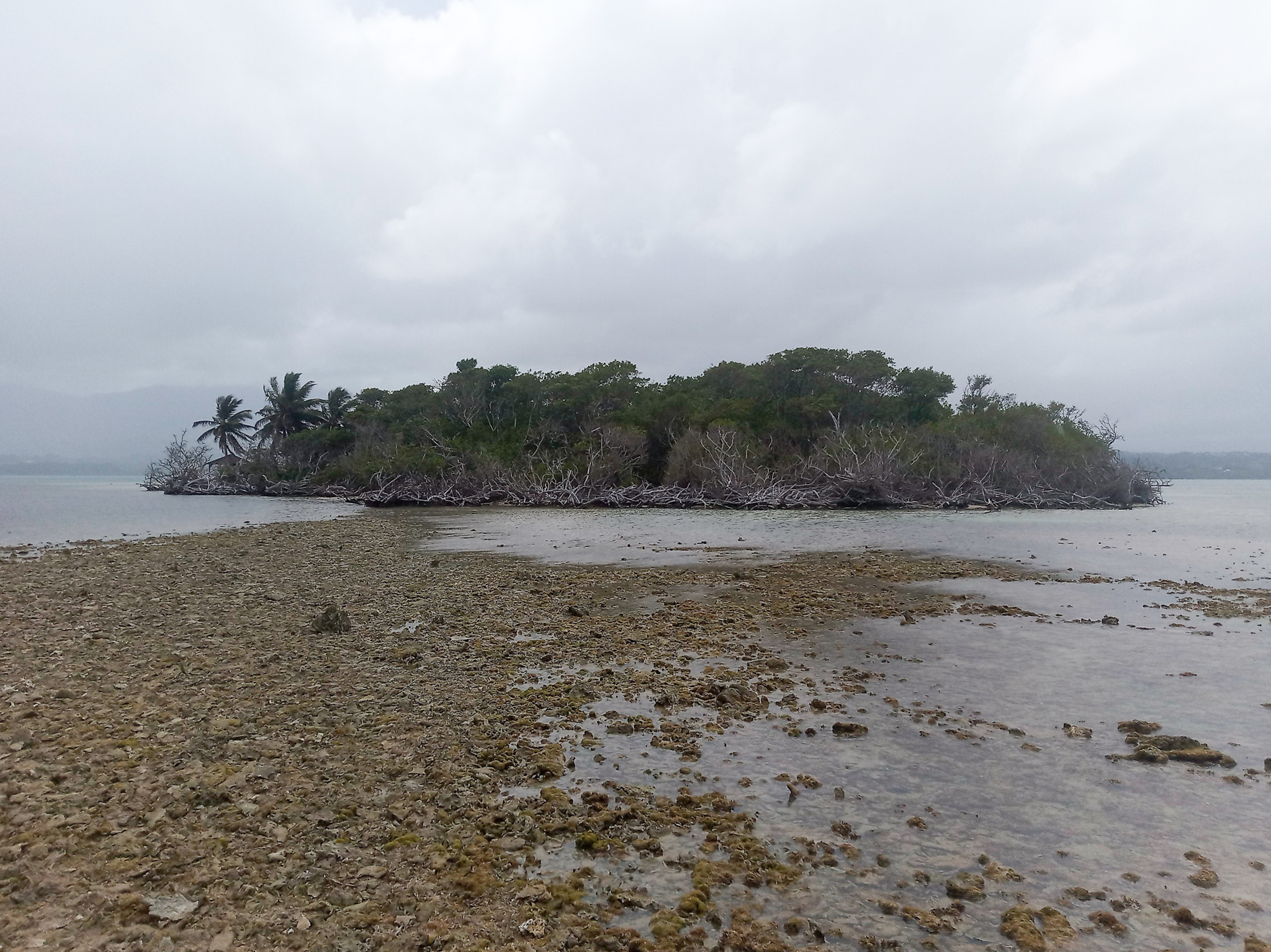
Îlet Fortune
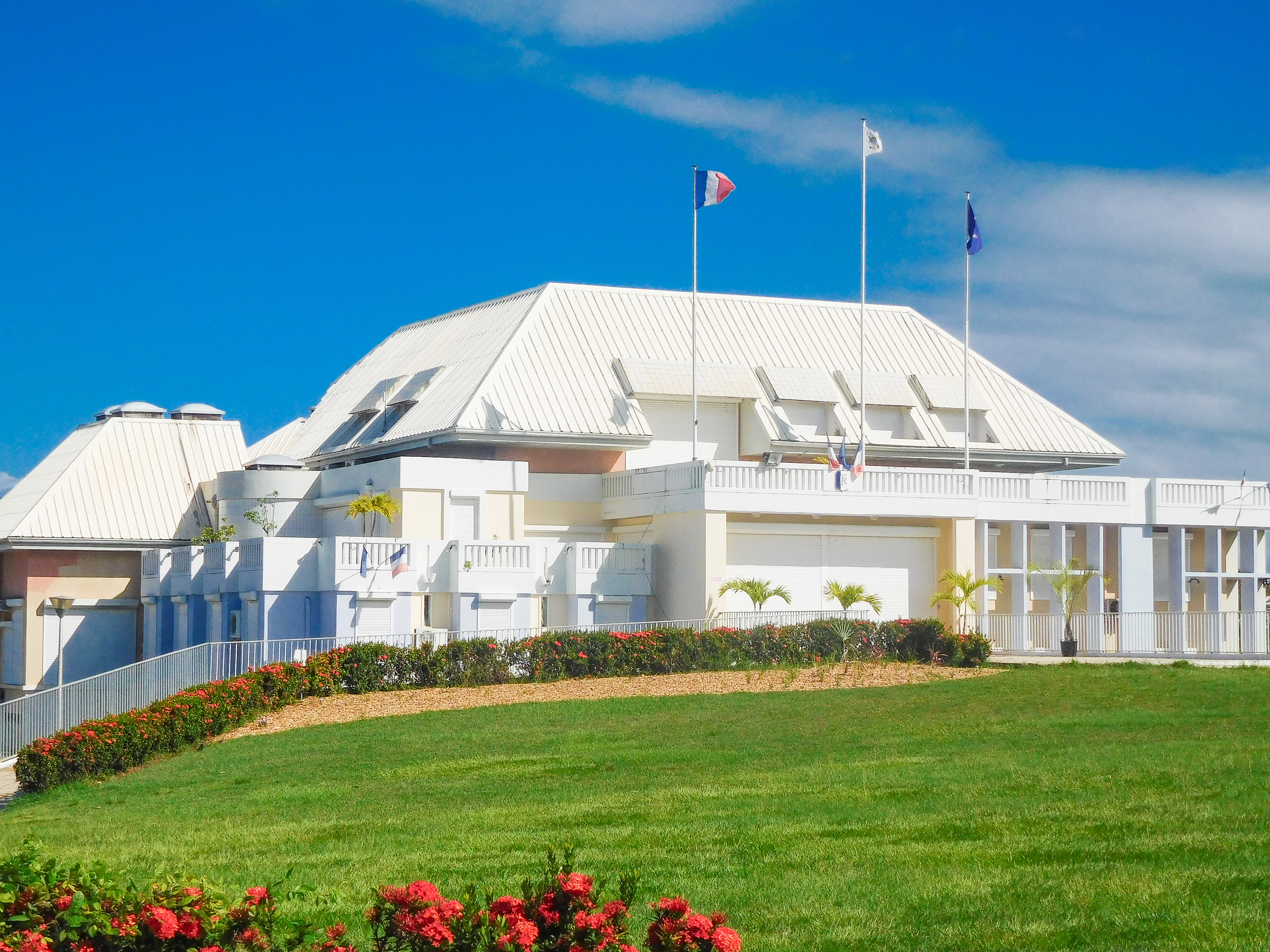
Gemeentehuis

- MusicBrainz: 1d1e89aa-c0a6-4615-aa0a-8ce67e8bb8cb
- Virtual International Authority File: 240575455

Les Abymes · Anse-Bertrand · Baie-Mahault · Baillif · Basse-Terre · Bouillante · Capesterre-Belle-Eau · Capesterre-de-Marie-Galante · Deshaies · La Désirade · Le Gosier · Gourbeyre · Goyave · Grand-Bourg · Lamentin · Morne-à-l'Eau · Le Moule · Petit-Bourg · Petit-Canal · Pointe-à-Pitre · Pointe-Noire · Port-Louis · Saint-Claude · Sainte-Anne · Sainte-Rose · Saint-François · Saint-Louis · Terre-de-Bas · Terre-de-Haut · Trois-Rivières · Vieux-Fort · Vieux-Habitants